# تودندورف
تودندورف (به آلمانی: Todendorf) یک شهر در آلمان است که در شتورمارن واقع شده‌است. تودندورف ۱٬۰۴۹ نفر جمعیت دارد.